# Citrul·lina

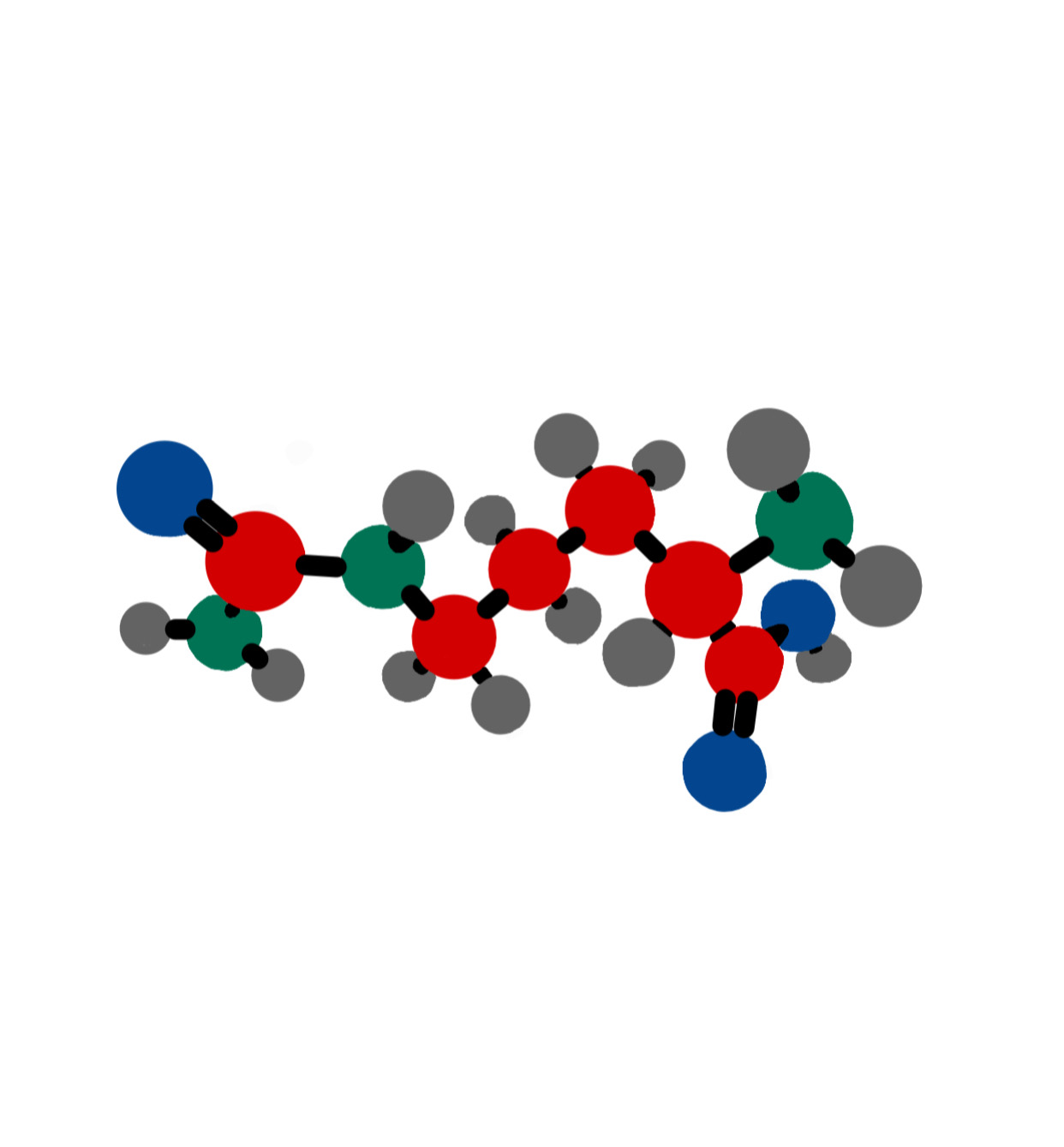
Representació de l'estructura tridimensional de la citrul·lina.

La citrul·lina (àcid pentanoic 2-Amino-5-(carbamoilamino), en anglès citrulline) és un α-aminoàcid i un dels tres aminoàcids dietaris del cicle de la urea (juntament amb la L-arginina i la L-ornitina). El seu nom deriva del nom científic de la síndria, citrullus, d'on es va aïllar per primera vegada l'any 1930; ja que l'escorça de les síndries és una font natural important de citrul·lina. Inicialment, no hi havia gaire recerca enfocada en aquest aminoàcid, donat que no forma part del grup de 20 aminoàcids que formen les proteïnes i se'l considerava un intermediari en el cicle de la urea, el sistema dels mamífers per excretar l'amoni a través de la urea de forma no tòxica. Més tard, però, es va descobrir el seu metabolisme específic, la qual cosa va donar lloc a una investigació més en profunditat sobre la seva funció. La seva fórmula és H₂NC(O)NH(CH₂)₃CH(NH₂)CO₂H.
La citrul·lina es sintetitza a través de l'ornitina i el fosfat de carbamoil en el cicle de la urea. També es produeix des de l'arginina i com a subproducte de la reacció catalitzada per la família de la sintasa de l'òxid nítric, on també està implicada l'arginina.

## Metabolisme intestinal de la citrul·lina
La producció de citrul·lina intestinal s'origina principalment a l'intestí prim, concretament en les parts superiors i mitjanes de les vellositats intestinals. Hi ha dos tipus principals de síntesi de la citrul·lina, la síntesi a partir de glutamina i la síntesi a partir d'arginina.

### Síntesi per glutamina
La citrul·lina és un dels productes finals del metabolisme de la glutamina i representa un 27,6% de la glutamina metabolitzada.
Per tal de poder sintetitzar citrul·lina a partir de glutamina es necessiten cinc enzims mitocondrials:
- Glutaminasa dependent de fosfat
- Pirrolina-5-carboxilat sintasa
- Ornitina aminotransferasa
- Ornitina carbamoiltransferasa
- Carbamoil fosfat sintetasa-I

### Síntesi per arginina
Una altra forma de síntesi de citrul·lina és a partir de l'arginina. Els enteròcits (cèl·lules principals de l'epitel·li intestinal) contenen l'enzim arginasa, la qual fa que l'arginina es transformi en una ornitina, aquesta, més endavant, pot convertir-se en una citrul·lina gràcies a l'enzim ornitina carbamolitransferasa.
Actualment, es debat quina de les dues vies (glutamina o arginina) és la principal en la síntesi de la citrul·lina.

## Catabolisme i intercanvis de la citrul·lina al cos
Després de la seva alliberació per via glutamina o arginina, la citrul·lina passa pel fetge i arriba a la circulació sistèmica. El fetge no contribueix als nivells circulants de la citrul·lina ni al seu metabolisme, tot i això, s'ha suggerit que el fetge humà pot absorbir una quantitat de citrul·lina i, per tant, limitar la quantitat de citrul·lina que arriba als ronyons (tot i que aquests estudis es van realitzar en pacients postoperats de càncer de fetge i, per tant, no es pot descartar que el càncer proporcioni transportadors de citrul·lina que el fetge normal no té).
El ronyó, doncs, és el principal consumidor de la citrul·lina circulant, ja que fa servir aproximadament 1.5 g de citrul·lina en sang per dia. Aproximadament el 83% de citrul·lina que s'allibera a l'intestí es metabolitza dins del ronyó, en un procés que representa el 35% de citrul·lina en sang. El 75% d'aquesta citrul·lina extreta en sang es converteix en arginina mitjançant el cicle de la urea. Aquesta arginina s'allibera a la vena renal i després a la circulació sistèmica. La citrul·lina metabolitzada al ronyó és suficient per mantenir els requisits d'arginina per tot el cos. De fet, l'arginina sintetitzada a partir de citrul·lina representa un 60% de tota l'arginina corporal.

## Implicació de la citrul·lina en el cicle de la urea
El cicle de la urea és una via essencial per l'eliminació de l'amoníac en els mamífers, es compon de 6 enzims i diverses proteïnes.
La ració mitjana de proteïnes de l'alimentació conté aproximadament un 16% de nitrogen, del qual més d'un 90% no es fa servir en els processos de síntesi, per la qual cosa es metabolitza i s'elimina normalment en forma d'urea. La via metabòlica que permet la transformació de l'amoníac en urea es catalitza a través de sis enzims, fent que un compost tòxic es transformi en un compost eliminat lliurement a l'orina.
Els tres primers enzims es localitzen al mitocondri, aquests permeten eliminar la toxicitat d'una primera molècula d'amoníac en forma de citrul·lina. La primera etapa és la síntesi del N-acetilglutamat, que és un coactivador indispensable de l'enzim següent, la CPS I. També hi ha una CPS II citosòlica que catalitza la formació de carbamilfosfat a partir de la glutamina com a donador de nitrogen. Aquest carbamilfosfat citosòlic s'utilitza en la síntesi de les bases pirimidíniques, amb l'àcid oròtic com a metabòlit principal.
La citrul·lina s'exporta al citosol, on fixa una segona molècula d'amoníac aportada per l'aspartat abans de la transformació final de la urea. Aquesta part citosòlica del cicle la catalitzen els tres darrers enzims.
Tot i això, l'activitat del cicle de la urea no depèn exclusivament d'aquests sis enzims. La regulació es produeix també a través d'altres sistemes enzimàtics (p. ex., sistemes de transport a la membrana mitocondrial que permeten l'intercanvi aspartat-glutamat i citrul·lina-ornitina)

## Ús terapèutic de la citrul·lina

### Desnutrició
Els nivells de citrul·lina disminueixen quan hi ha una resecció d'intestí gran (perquè se sintetitza allà) i dona lloc a una gran insuficiència intestinal. Els avantatges que té la citrul·lina respecte a l'arginina és que, aquesta última, s'absorbeix malament a l'intestí i provoca molèsties intestinals i diarrea a dosis altes, la citrul·lina, per altra banda, té una biodisponibilitat molt alta.
Fa poc es va dur a terme un estudi amb rates on se'ls feia una resecció del 80% de l'intestí prim. Es van separar les rates en dos grups; a un se li administrava arginina i a l'altre se li administrava citrul·lina. Es va poder observar que les concentracions d'arginina plasmàtica i muscular van ser més altes en el grup de rates a les quals se'ls havia administrat citrul·lina que en les quals se'ls havia administrat arginina. L'equilibri d'òxid nítric (NO) es va preservar en les rates amb administració de citrul·lina, però no en les rates amb administració d'arginina. Finalment, només en les rates amb citrul·lina es va poder evitar l'atròfia muscular.

### Envelliment i sarcopènia
L'envelliment s'associa a una pèrdua progressiva de massa i funció muscular; sarcopènia. A la vegada, la sarcopènia s'associa amb una disminució de la síntesi de proteïnes musculars, i això està relacionat amb què menys aminoàcids arriben a la circulació sistèmica. L'augment d'aminoàcids, doncs, pot augmentar la síntesi de proteïnes musculars. S'ha demostrat que només un aminoàcid (la leucina), té un efecte directe en la síntesi de proteïnes musculars. La leucina activa uns senyals intracel·lulars que impliquen l'inici de la traducció, principalment la mTOR (una quinasa clau en el metabolisme). S'ha demostrat recentment que l'arginina augmenta l'activitat de senyalització del mTOR al múscul de porcs neonatals.
La suplementació de citrul·lina va provocar un augment del contingut de proteïnes musculars en rates grans i desnodrides. És capaç d'estimular de forma directa la síntesi de proteïnes musculars perquè activa la fosforilació de proteïnes a la via de senyalització mTOR. Altres estudis han proposat que la citrul·lina modula la síntesi de proteïnes mitjançant la mTOR i es va observar que la massa muscular i activitat motora va augmentar significativament en rates grans desnodrides. Aquest estudi ens demostra que la citrul·lina és capaç de modular la funció muscular.

### Malalties cardiovasculars
La majoria dels estudis han indicat certa eficàcia en la suplementació de citrul·lina oral a pacients operats per lesions cardíaques congènites per augmentar la concentració d'arginina i un risc menor d'hipertensió pulmonar postoperatòria. En la malaltia de cèl·lules falciformes ha demostrat també tenir un efecte vasodilatador i antihipertensiu sistèmic. Va millorar el rendiment cardíac en exercici i la sensació de benestar, reduint el nombre de leucòcits i neutròfils.

### Síndrome MELAS
En el procés de conversió de L-arginina a L-citrul·lina es produeix òxid nítric (NO), aquest modula diverses funcions incloent la relaxació del múscul llis, neurotransmissió, la citotoxicitat cel·lular immune i el mecanisme d'acció d'agents anestèsics.
La deficiència d'òxid nítric (NO) és una de les conseqüències de la síndrome MELAS (encefalomiopatia mitocondrial, acidosi làctica i episodis semblants a un ictus), una malaltia mitocondrial. Per tal de disminuir aquesta deficiència, s'ha utilitzat arginina per tal de produir òxid nítric (NO). S'ha vist, però, que la citrul·lina, un precursor natural de l'arginina, té una producció superior d'òxid nítric (NO) i, per tant, és més útil a l'hora d'actuar com a precursor de l'òxid nítric (NO).

### Artritis reumatoide
Malgrat que la citrul·lina no és codificada directament per l'àcid desoxiribonucleic, es generen residus per una família d'enzims anomenats PADs que converteixen arginina en citrul·lina en el procés de citrul·linació.
Els pacients amb artritis reumatoide sovint tenen anticossos contra els productes amb citrul·lina per la qual cosa serveix pel diagnòstic.

## Ús de la citrul·lina en l'esport
En el pas de la L-arginina a la L-citrul·lina, també s'allibera òxid nítric (NO), gràcies a la òxid nítric sintetasa. A través de suplements nutricionals que augmenten la síntesi d'òxid nítric, es pot millorar la funció muscular, la resistència a la fatiga durant l'exercici i la recuperació després d'aquest. El NO és una molècula de senyalització que té un paper rellevant en aspectes de la funció cel·lular i cardiovascular; aquest també pot influir de forma positiva en el rendiment de l'exercici a través dels seus efectes sobre el múscul esquelètic i els vasos sanguinis. L'òxid nítric també pot reduir la quantitat d'oxigen necessari en l'exercici, així com l'adenosina trifosfat (ATP).
La suplementació oral amb L-arginina no és la via més eficaç per la síntesi d'òxid nítric, ja que l'enzim arginasa (el qual hidrolitza la L-arginina) produeix un catabolisme molt extens, el qual acaba provocant nivells baixos de L-arginina en el plasma. La L-citrul·lina oral pot tenir una millor eficàcia que la L-arginina oral, perquè aquesta es converteix en L-arginina eficientment, la qual en conseqüència es transforma en òxid nítric.
Per tant, es ven citrul·lina en forma de malat com a complement dietari per atletes, perquè redueix la fatiga muscular entre d'altres.

## Ús de la citrul·lina com a biomarcador
La citrul·lina actua com a biomarcador en l'anàlisi de la funció intestinal. Donat que una de les seves vies de síntesi principals és mitjançant l'arginina, i aquesta es troba en els enteròcits de l'intestí prim, la concentració de citrul·lina en el plasma ens pot servir per conèixer la massa dels enteròcits de l'intestí prim. La deficiència d'aquests enteròcits és el que causarà insuficiència intestinal.
Un dels casos on actua com a biomarcador és en l'avaluació del dany a la mucosa gastrointestinal. Aquest és sovint causat per la quimioteràpia o bé per la malaltia de l'empelt contra l'hoste (MECH). En tots dos casos un efecte secundari és la mucositis, la qual és difícil de mesurar, ja que no es pot observar ni detectar fàcilment. Si alguns dels enteròcits de l'intestí prim han esdevingut tòxics com a conseqüència, els nivells de citrul·lina en el plasma seran baixos. Per això, la citrul·lina és un biomarcador no invasiu que permet mesurar el nivell del dany de forma eficaç i fiable.
La LLA és un càncer de desenvolupament ràpid que afecta els glòbuls vermells sintetitzats a la medul·la òssia, ja que impedeix la seva producció. La bacterièmia, una de les principals causes de morbiditat de les persones que pateixen aquest càncer, pot ser deguda o bé a la neutropènia o bé a la toxicitat gastrointestinal. Donat que aquesta última es pot conèixer amb la concentració de citrul·lina a la sang, la citrul·lina pot actuar com a biomarcador de la bacterièmia i, per tant, pot ajudar en la disminució de la mortalitat dels afectats per aquesta malaltia.
L'ECN és una malaltia que afecta els nounats i és produïda per la inflamació del còlon. És la principal causa de mortalitat dels prematurs. La citrul·lina actua un cop més com a biomarcador, ja que la deficiència de la seva concentració en la sang indica una deficiència d'enteròcits sans, el qual és un símptoma de la malaltia. Per tant, la citrul·lina permet un diagnòstic precoç en el desenvolupament de la malaltia ECN.